# Perdana Putra
O Bangunan Perdana Putra ou Perdana Putra (em português: Edifício do Primeiro Ministro) é um edifício em Putrajaya, na Malásia, que abriga o complexo de escritórios do Primeiro Ministro da Malásia. Localizado na colina principal de Putrajaya, tornou-se uma metonímia para ramo executivo do governo federal da Malásia, assim como o Palácio do Planalto no Brasil e a Casa Branca nos Estados Unidos. 

## História

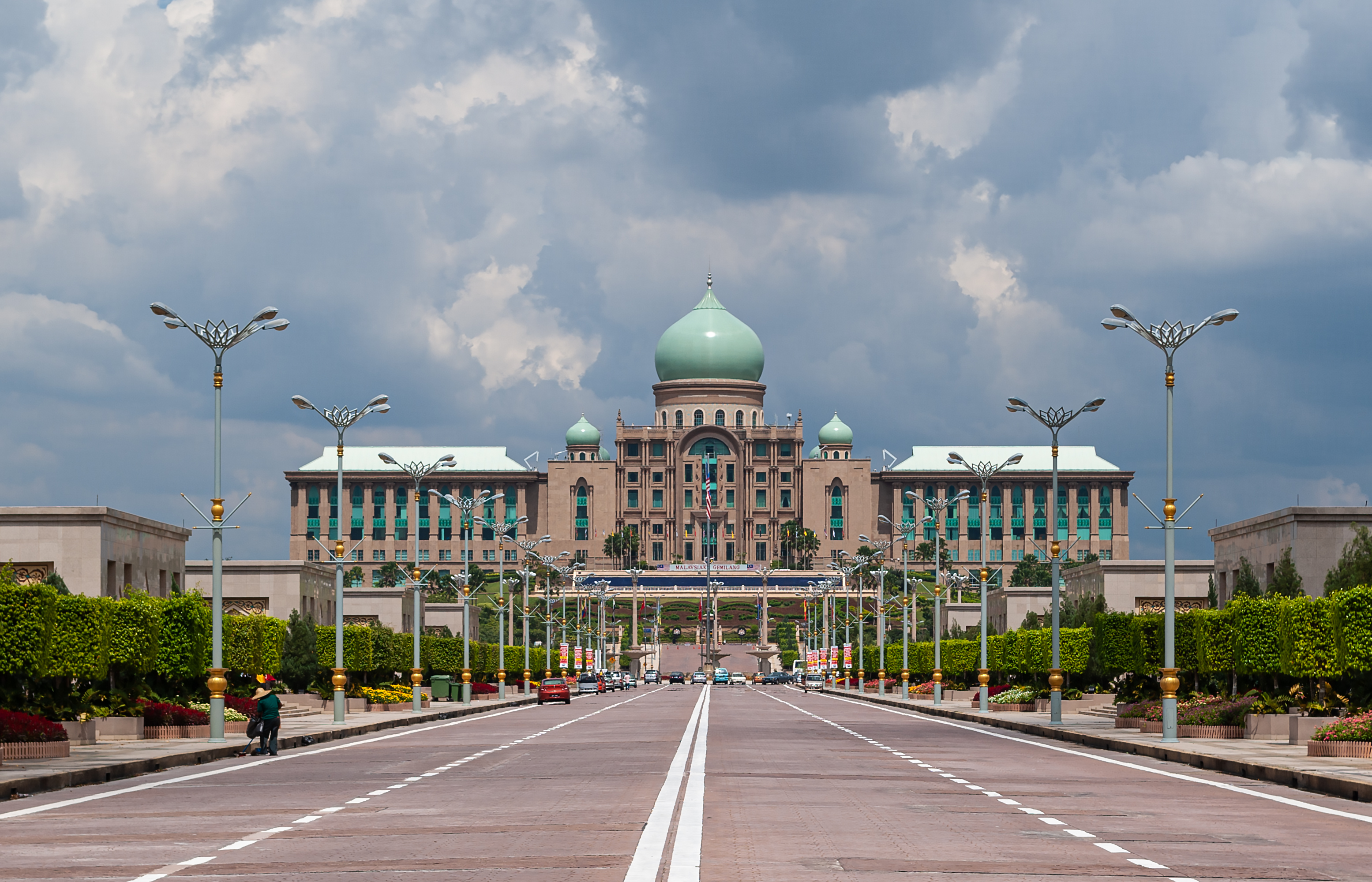
Vista frontal do Perdana Putra

A construção começou em 1997 e foi concluída no início de 1999. O edifício foi ocupado pela primeira vez em abril de 1999, depois que todas as seções do Departamento do Primeiro Ministro se mudaram de Kuala Lumpur para Putrajaya. 

## Arquitetura

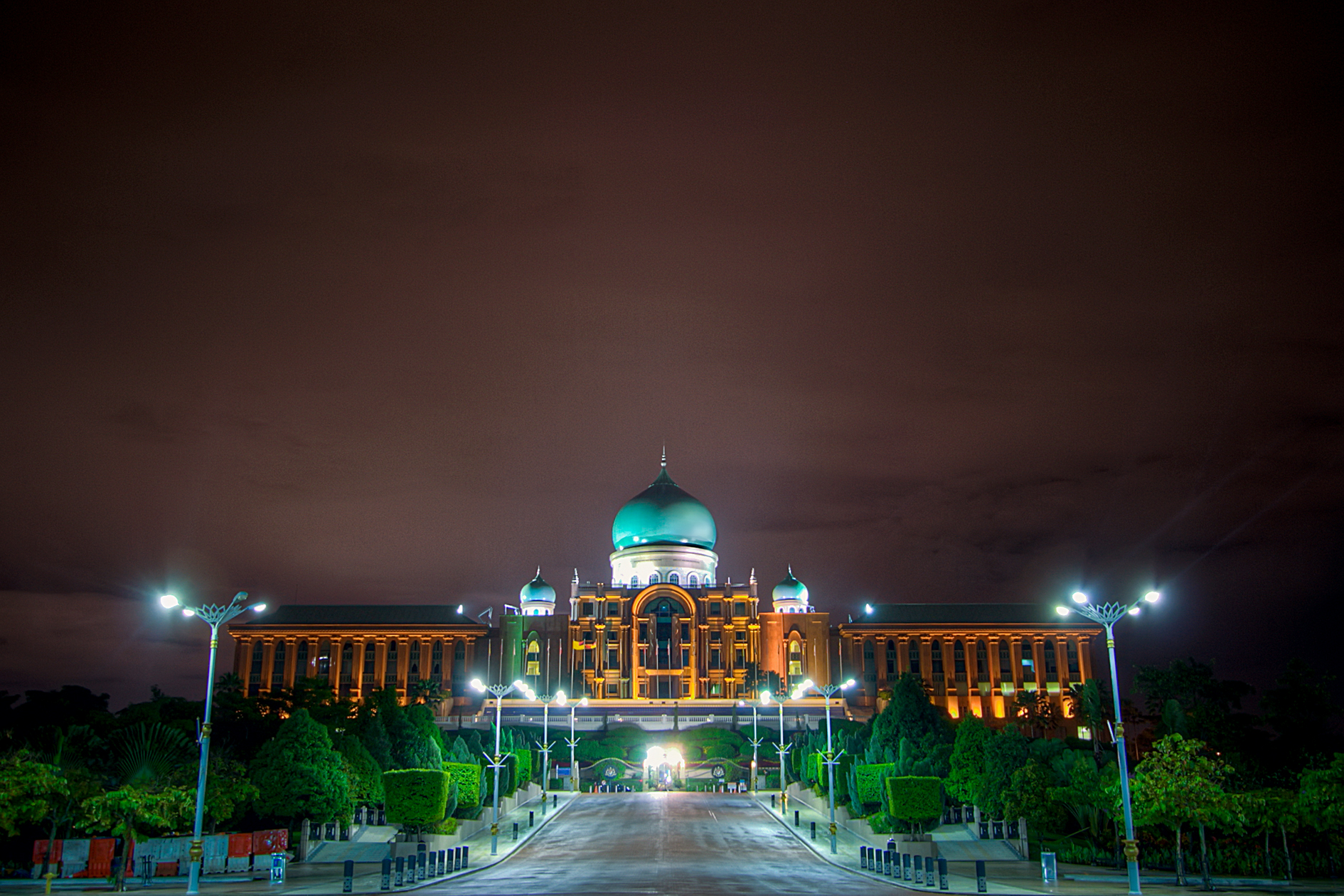
Vista noturna do Perdana Putra

O projeto estrutural é influenciado pelas culturas malaia, islâmica e europeia, como o palladianismo e o neoclassicismo. O principal arquiteto foi Ahmad Rozi Abd WahabFoi, da aQidea, inspirado no recente primeiro ministro, Mahathir bin Mohamad.  

## Interior do edifício
Estas são as principais salas e ambientes do interior do Perdana Putra. 
- Gabinete do Primeiro Ministro
- Escritório do Vice-Primeiro Ministro
- Pequena sala de reuniões
- Grande salão de reuniões
- Mirante
- Sala de delegação
- sala VIP
- Sala de banquetes VIP
- Escritório da Divisão de Segurança Nacional
- Escritório do Conselho Nacional de Ação Econômica

## Ligações externos
- Turismo Malásia - Perdana Putra